# Liste des monuments historiques de Montauban
Ce tableau présente la liste de tous les monuments historiques classés ou inscrits dans la ville de Montauban, Tarn-et-Garonne, en France.

## Liste
| Monument                                                                                           | Adresse                                           | Coordonnées                      | Notice         | Protection | Date      | Illustration                                                                                     |
| -------------------------------------------------------------------------------------------------- | ------------------------------------------------- | -------------------------------- | -------------- | ---------- | --------- | ------------------------------------------------------------------------------------------------ |
| Abbaye de Montauriol Colombier                                                                     | Jardin de l'Évêque rue Jeanne-d'Arc               | 44° 00′ 19″ nord, 1° 21′ 39″ est | « PA00095798 » | Classé     | 1927      | Image manquante Téléverser                                                                       |
| Cathédrale Notre-Dame-de-l'Assomption                                                              | Rue Notre-Dame                                    | 44° 00′ 56″ nord, 1° 21′ 18″ est | « PA00095799 » | Classé     | 1906      | Cathédrale Notre-Dame-de-l'Assomption                                                            |
| Château de Riblaye                                                                                 | 570 chemin de la Riblaye                          | 43° 59′ 23″ nord, 1° 23′ 58″ est | « PA82000022 » | Inscrit    | 2007      | Image manquante Téléverser                                                                       |
| Collège des Jésuites Centre d'interprétation de l'architecture et du patrimoine Office du tourisme | Rue du Collège                                    | 44° 01′ 04″ nord, 1° 21′ 24″ est | « PA00095800 » | Classé     | 1972      | Collège des JésuitesCentre d'interprétation de l'architecture et du patrimoineOffice du tourisme |
| Église Saint-Jacques                                                                               | 62, rue de la République 82000 Montauban          | 44° 01′ 04″ nord, 1° 21′ 10″ est | « PA00095801 » | Classé     | 1918      | Église Saint-Jacques                                                                             |
| Hospice                                                                                            | 8 rue du Docteur-Alibert                          | 44° 01′ 19″ nord, 1° 21′ 02″ est | « PA00095802 » | Inscrit    | 1975      | Image manquante Téléverser                                                                       |
| Hôtel de Bar                                                                                       | 43 rue de la République                           | 44° 01′ 01″ nord, 1° 21′ 12″ est | « PA00095803 » | Classé     | 1984      | Hôtel de Bar                                                                                     |
| Hôtel Le Franc de Pompignan                                                                        | 10 rue Armand-Cambon                              | 44° 01′ 06″ nord, 1° 21′ 09″ est | « PA00095804 » | Classé     | 1972      | Hôtel Le Franc de Pompignan                                                                      |
| Immeuble                                                                                           | 15 rue du Général-Sarrail                         | 44° 00′ 54″ nord, 1° 20′ 51″ est | « PA00095806 » | Inscrit    | 1977      | Immeuble                                                                                         |
| Immeuble                                                                                           | 1 place Nationale                                 | 44° 01′ 03″ nord, 1° 21′ 13″ est | « PA00095807 » | Classé     | 1917      | Immeuble                                                                                         |
| Immeuble                                                                                           | 2 place Nationale                                 | 44° 01′ 04″ nord, 1° 21′ 13″ est | « PA00095808 » | Classé     | 1920      | Immeuble                                                                                         |
| Immeuble                                                                                           | 3 place Nationale                                 | 44° 01′ 04″ nord, 1° 21′ 14″ est | « PA00095809 » | Classé     | 1913      | Immeuble                                                                                         |
| Immeuble                                                                                           | 4 place Nationale                                 | 44° 01′ 04″ nord, 1° 21′ 14″ est | « PA00095810 » | Classé     | 1913      | Immeuble                                                                                         |
| Immeuble                                                                                           | 5 place Nationale                                 | 44° 01′ 04″ nord, 1° 21′ 14″ est | « PA00095811 » | Classé     | 1920      | Immeuble                                                                                         |
| Immeuble                                                                                           | 6 place Nationale                                 | 44° 01′ 05″ nord, 1° 21′ 14″ est | « PA00095812 » | Classé     | 1917      | Immeuble                                                                                         |
| Immeuble                                                                                           | 7 place Nationale                                 | 44° 01′ 05″ nord, 1° 21′ 15″ est | « PA00095813 » | Classé     | 1913      | Immeuble                                                                                         |
| Immeuble                                                                                           | 8 place Nationale                                 | 44° 01′ 05″ nord, 1° 21′ 15″ est | « PA00095814 » | Classé     | 1917      | Immeuble                                                                                         |
| Immeuble                                                                                           | 9 place Nationale                                 | 44° 01′ 04″ nord, 1° 21′ 16″ est | « PA00095815 » | Classé     | 1913      | Image manquante Téléverser                                                                       |
| Immeuble                                                                                           | 10 place Nationale                                | 44° 01′ 04″ nord, 1° 21′ 16″ est | « PA00095816 » | Classé     | 1913      | Immeuble                                                                                         |
| Immeuble                                                                                           | 11 place Nationale                                | 44° 01′ 04″ nord, 1° 21′ 16″ est | « PA00095817 » | Classé     | 1917      | Immeuble                                                                                         |
| Immeuble                                                                                           | 12 place Nationale                                | 44° 01′ 04″ nord, 1° 21′ 17″ est | « PA00095818 » | Classé     | 1913      | Immeuble                                                                                         |
| Immeuble                                                                                           | 14 place Nationale                                | 44° 01′ 03″ nord, 1° 21′ 17″ est | « PA00095819 » | Classé     | 1913      | Immeuble                                                                                         |
| Immeuble                                                                                           | 15 place Nationale                                | 44° 01′ 03″ nord, 1° 21′ 17″ est | « PA00095820 » | Classé     | 1913      | Immeuble                                                                                         |
| Immeuble                                                                                           | 16 place Nationale                                | 44° 01′ 03″ nord, 1° 21′ 17″ est | « PA00095821 » | Classé     | 1917      | Image manquante Téléverser                                                                       |
| Immeuble                                                                                           | 17 place Nationale                                | 44° 01′ 02″ nord, 1° 21′ 17″ est | « PA00095822 » | Classé     | 1917      | Image manquante Téléverser                                                                       |
| Immeuble                                                                                           | 18 place Nationale                                | 44° 01′ 02″ nord, 1° 21′ 17″ est | « PA00095823 » | Classé     | 1913      | Image manquante Téléverser                                                                       |
| Immeuble                                                                                           | 19 place Nationale                                | 44° 01′ 02″ nord, 1° 21′ 16″ est | « PA00095824 » | Classé     | 1913      | Image manquante Téléverser                                                                       |
| Immeuble                                                                                           | 20 place Nationale                                | 44° 01′ 02″ nord, 1° 21′ 16″ est | « PA00095825 » | Classé     | 1913      | Image manquante Téléverser                                                                       |
| Immeuble                                                                                           | 21 place Nationale                                | 44° 01′ 02″ nord, 1° 21′ 16″ est | « PA00095826 » | Classé     | 1913      | Immeuble                                                                                         |
| Immeuble                                                                                           | 22 place Nationale                                | 44° 01′ 02″ nord, 1° 21′ 15″ est | « PA00095827 » | Classé     | 1917      | Immeuble                                                                                         |
| Immeuble                                                                                           | 23 place Nationale                                | 44° 01′ 02″ nord, 1° 21′ 15″ est | « PA00095828 » | Classé     | 1917      | Image manquante Téléverser                                                                       |
| Immeuble                                                                                           | 24 place Nationale                                | 44° 01′ 02″ nord, 1° 21′ 15″ est | « PA00095829 » | Classé     | 1917      | Image manquante Téléverser                                                                       |
| Immeuble                                                                                           | 25 place Nationale                                | 44° 01′ 03″ nord, 1° 21′ 14″ est | « PA00095830 » | Classé     | 1917      | Immeuble                                                                                         |
| Immeuble                                                                                           | 26 place Nationale                                | 44° 01′ 03″ nord, 1° 21′ 14″ est | « PA00095831 » | Classé     | 1917      | Immeuble                                                                                         |
| Maison dorée                                                                                       | 41 grand'rue Villenouvelle 62 rue Émile-Pouvillon | 44° 01′ 15″ nord, 1° 21′ 20″ est | « PA00095832 » | Inscrit    | 1978      | Image manquante Téléverser                                                                       |
| Marché de Villebourbon                                                                             | Place Lalaque                                     | 44° 00′ 59″ nord, 1° 20′ 42″ est | « PA82000012 » | Inscrit    | 2005      | Marché de Villebourbon                                                                           |
| Monument aux morts de la Première Guerre mondiale                                                  | Cours Foucault                                    | 44° 01′ 22″ nord, 1° 20′ 36″ est | « PA82000011 » | Inscrit    | 2005      | Monument aux morts de la Première Guerre mondiale                                                |
| Palais épiscopal Musée Ingres                                                                      | 19 rue de l'Hôtel-de-Ville                        | 44° 01′ 01″ nord, 1° 21′ 06″ est | « PA00095805 » | Classé     | 1910      | Palais épiscopalMusée Ingres                                                                     |
| Pigeonnier du Ramier Maleville                                                                     |                                                   | 44° 01′ 14″ nord, 1° 24′ 07″ est | « PA00095909 » | Inscrit    | 1989      | Image manquante Téléverser                                                                       |
| Place Nationale                                                                                    | Place Nationale                                   | 44° 01′ 04″ nord, 1° 21′ 15″ est | « PA00095833 » | Classé     | 1910 1939 | Place Nationale                                                                                  |
| Pont Neuf                                                                                          |                                                   | 44° 00′ 51″ nord, 1° 20′ 58″ est | « PA82000013 » | Inscrit    | 2005      | Pont Neuf                                                                                        |
| Pont Vieux                                                                                         |                                                   | 44° 01′ 01″ nord, 1° 21′ 01″ est | « PA00095834 » | Classé     | 1911      | Pont Vieux                                                                                       |
| Temple des Carmes                                                                                  | 2 Grand-rue Sapiac                                | 44° 00′ 56″ nord, 1° 21′ 10″ est | « PA00095835 » | Classé     | 1971      | Temple des Carmes                                                                                |